# 15250 Nishiyamahiro
15250 Nishiyamahiro este un asteroid din centura principală de asteroizi.

## Descriere
15250 Nishiyamahiro este un asteroid din centura principală de asteroizi. A fost descoperit pe 28 februarie 1990 la Kitami de Kin Endate și Kazuro Watanabe. Asteroidul prezintă o orbită caracterizată de o semiaxă mare de 2,94 ua, o excentricitate de 0,17 și o înclinație de 9,6° în raport cu ecliptica.